# Casa Valentina

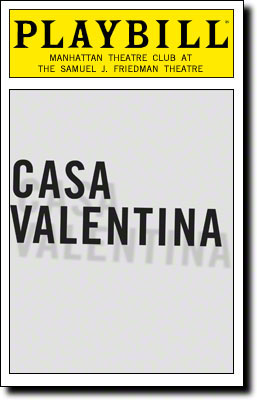
Theaterplakat von Casa Valentina

Casa Valentina ist ein Theaterstück von Harvey Fierstein, welches im April 2014 seine Premiere am Broadway hatte und ab September 2015 auch in London aufgeführt wurde. Er erzählt nach wahren Begebenheiten die Geschichte einiger Männer, die ihre Wochenenden auf einem abgelegenen Anwesen nahe New York verbringen, um sich ungestört in Frauenkleidung bewegen zu können.

## Produktion
Casa Valentina wurde am 1. April 2014 inoffiziell und am 23. April 2014 offiziell am Samuel J. Friedman Theatre, einem Theater des Manhattan Theatre Club, uraufgeführt.
Regie führte Joe Mantello, die Besetzung bestand u. a. aus Patrick Page (George/Valentina), Gabriel Ebert (Jonathon/Miranda), John Cullum (Terry), Reed Birney (Charlotte), Tom McGowan (Bessie), Larry Pine (The Judge/Amy) und Mare Winningham als Rita. Das Bühnenbild wurde von Scott Pask entworfen, die Kostüme gestaltete Rita Ryack und die Beleuchter war Justin Townsend. Die Musik stammt von Fitz Patton zusammen mit Christopher Gattelli als Choreograf. Die Aufführungen endeten nach 79 Aufführungen und 24 Voraufführungen am 28. Juni 2014.
Das Stück gab am 10. September 2015 sein London-Debüt am Southwark Playhouse und lief dann durchgehend ab dem 10. Oktober. Regie führte hier Luke Sheppard und die Besetzung bestand aus Tamsin Carroll (Rita), Ben Deery (Miranda), Charlie Hayes (Eleanor), Bruce Montague (Terry), Robert Morgan (Amy), Matt Rixon (Bessie), Ashley Robinson (Gloria), Gareth Snook (Charlotte) und Edward Wolstenholme als Valentina.

## Handlung
Die Handlung spielt in den 1960er Jahren. Casa Valentina ist ein kleines Hotel im Erholungsgebiet der Catskill Mountains im Bundesstaat New York. Dort sind heterosexuelle Männer zu Gast, welche sich gerne weiblich kleiden und dort die Wochenenden ungestört als Frau verbringen. Sie tragen sich auch mit dem Gedanken eine offizielle Organisation zu gründen.

## Hintergrund
Der Inhalt des Theaterstücks wurde nach den Ereignissen gestaltet, welche dem Bildband „Casa Susanna“ (herausgegeben 2005 von Michel Hurst und Robert Swope) zugrunde liegen. Diese Bildersammlung, ein Fundstück auf einem New Yorker Flohmarkt, zeigt das Leben auf dem abgeschiedenen Anwesen von Susanna (Tito) und Marie Valenti in den Catskill Mountains namens Casa Susanna, welche zu Anfang der 1960er Jahre ein beliebter Treffpunkt von Transvestiten war, die sich hier frei bewegen konnten. Dies insbesondere vor dem Hintergrund, dass das Tragen von gegengeschlechtlicher Kleidung in der Öffentlichkeit zu dieser Zeit eine Straftat darstellen konnte.

## Kritiken
Der Kritiker der theatermania schrieb, dass Casa Valentina „das mit Abstand beste neue Stück der Saison“ sei.

### Original Broadway Produktion
| Jahr | Auszeichnung               | Kategorie                                                                         | Nominiert                          | Ergebnis  |
| ---- | -------------------------- | --------------------------------------------------------------------------------- | ---------------------------------- | --------- |
| 2014 | Tony Award                 | Bestes Theaterstück                                                               | Harvey Fierstein                   | nominiert |
| 2014 | Tony Award                 | Bester Nebendarsteller                                                            | Reed Birney                        | nominiert |
| 2014 | Tony Award                 | Beste Nebendarstellerin                                                           | Mare Winningham                    | nominiert |
| 2014 | Tony Award                 | Beste Kostüme in einem Theaterstück                                               | Rita Ryack                         | nominiert |
| 2014 | Drama Desk Award           | Bester Nebendarsteller in einem Schauspiel (Outstanding Featured Actor in a Play) | Reed Birney                        | gewonnen  |
| 2014 | Outer Critics Circle Award | Outstanding New Broadway Play                                                     | Outstanding New Broadway Play      | nominiert |
| 2014 | Outer Critics Circle Award | Beste Nebendarstellerin                                                           | Mare Winningham                    | gewonnen  |
| 2014 | Drama League Award         | Distinguished Production of a Play                                                | Distinguished Production of a Play | nominiert |